# Jacques Wegelin
Jacques ou Jacob Wegelin, né à Saint-Gall le 19 juin 1721 et mort à Berlin en septembre 1791, est un historien suisse.

## Biographie
Il fut d'abord pasteur, puis bibliothécaire et professeur de philosophie à l'Université de Saint-Gall. Il obtint en 1765 la chaire d'histoire à l'Académie des nobles de Berlin, ville où il mourut.
Il a publié en français :
- les Principales époques de l'Allemagne (1766)
- la Philosophie de l'histoire (1772-79)
- Histoire universelle (1780)

## Source
Marie-Nicolas Bouillet  et Alexis Chassang (dir.), « Jacques Wegelin » dans Dictionnaire universel d’histoire et de géographie, 1878 (lire sur Wikisource)